# Agelescape affinis
Agelescape affinis är en spindelart som först beskrevs av Kulczynski 1911.  Agelescape affinis ingår i släktet Agelescape och familjen trattspindlar. Inga underarter finns listade i Catalogue of Life.